# Корытна
Корытна (укр. Коритна) — село в Ярмолинецком районе Хмельницкой области Украины.
Население по переписи 2001 года составляло 437 человек. Почтовый индекс — 32110. Телефонный код — 3853. Занимает площадь 1,37 км². Код КОАТУУ — 6825884403.

## Местный совет
32110, Хмельницкая обл., Ярмолинецкий р-н, с. Москалевка